# Velocifero
Albums de Ladytron
Witching Hour
(2005) Gravity the Seducer
(2011)
Velocifero est le 4e album du groupe electro/pop Ladytron, sorti le 19 mai 2008.

## Liste des pistes
1. Black Cat
2. Ghosts
3. I'm Not Scared
4. Runaway
5. Season of Illusions
6. Burning Up
7. Kletva
8. They Gave You a Heart, They Gave You a Name
9. Predict The Day
10. The Lovers
11. Deep Blue
12. Tomorrow
13. Versus